# 대한민국 과학기술부
과학기술부(科學技術部, Ministry of Science and Technology)는 과학기술 진흥을 위한 기본 정책의 수립, 기술 협력 및 원자력 기타 과학기술 진흥에 관한 사무를 관장하는 대한민국의 옛 중앙행정기관이다. 1998년 2월 28일 과학기술처를 개편하여 발족하였으며 2008년 2월 28일 교육인적자원부와 통합하여 교육과학기술부로 개편되면서 폐지되었다.

## 설치 근거 및 소관 업무
- 정부조직법 [법률 제5529호, 1998.02.28 전부개정] 제26조 및 제34조[1]
- 과학기술부와그소속기관직제 [대통령령 제15720호, 1998.02.28 폐지제정] 제2조[2]
- 정부조직법 [법률 제7217호, 2004.09.23 일부개정] 제19조의2[3] 및 제29조[4]

## 연혁
- 1998년 2월 28일 - 과학기술처를 폐지하고 과학기술부를 신설.
- 2008년 2월 29일 - 교육인적자원부와 통합하여 교육과학기술부를 신설.(일부 기능은 지식경제부로 이관)

### 역대 로고

2005년 이전까지 사용된 과학기술부 로고
2005년부터 2008년까지 사용된 과학기술부 로고

## 조직
| - 감사관(1998.02~1999.05) - 감사관(2004.10~2008.02) - 감사담당관(1998.03~2004.10) - 공보관(1998.02~2005.04) - 공보담당관(1998.03~1999.05) - 과학기술기반국(2004.10~2008.02) - 과학기술정책국(1998.02~1999.05) | - 과학기술정책국(2004.10~2008.02) - 과학기술정책실(1999.05~2004.10) - 과학기술혁신본부(2004.10~2008.02) - 과학기술혁신본부준비기획단(2004.07~2004.10) - 과학기술협력국(1998.02~2008.02) - 국립과학관추진기획단(2005.08~2008.02) - 국립중앙과학관(1998.02~2008.02 ) | - 기술혁신평가국(2004.10~2008.02) - 기초과학인력국(1998.02~2004.10) - 기초연구국(2004.10~2008.02) - 기획관리실(1998.02~2005.04) - 방사성폐기물관리시설주재관(1999.05~2004.10) - 연구개발국(1999.05~2004.10) - 연구개발정책실(1998.02~1999.05) | - 연구개발조정관(2004.10~2008.02) - 연구개발특구기획단(2005.08~2008.02) - 원자력국(1999.05~2008.02) - 원자력발전소주재관(1998.02~2004.10) - 원자력실(1998.02~1999.05) - 정책홍보관리실(2005.04~2008.02) - 총무과(1998.02~2008.02) - 현장방사능방재지휘센터방재관(2004.10~2008.02) |

### 외청
- 기상청

## 역대 장관

### 과학기술부 장관
| 정부        | 대수 | 이름           | 임기                              | 출신지    | 출신학교    | 비고 |
| ----------- | ---- | -------------- | --------------------------------- | --------- | ----------- | --- |
| 국민의 정부 | 1대  | 강창희(姜昌熙) | 1998년 3월 3일~1999년 3월 22일    | 충남 대전 | 육사        | 국무총리비서실장&제11·12·14·15·16·19대 국회의원&한나라당 최고위원&국회 통신과학기술위원회 위원장&국회의장        |
| 국민의 정부 | 2대  | 서정욱(徐廷旭) | 1999년 3월 23일~2001년 3월 25일   | 경기 경성 | 서울대      | 과학기술처 차관&한국과학기술연구원장&국방과학연구소장                                                            |
| 국민의 정부 | 3대  | 김영환(金榮煥) | 2001년 3월 26일~2002년 1월 28일   | 충북 괴산 | 연세대      | 제15·16·18·19대 국회의원&새천년민주당 정책위원회 의장&새천년민주당 최고위원&국회 지식경제위원회 위원장           |
| 국민의 정부 | 4대  | 채영복(蔡永福) | 2002년 1월 29일~2003년 2월 26일   | 강원 김화 | 서울대      | 한국화학연구소장&대한화학회장&기초기술연구회 이사장&경기과학기술진흥원 이사장                                    |
| 참여 정부   | 5대  | 박호군(朴虎君) | 2003년 2월 27일~2003년 12월 27일  | 경기 인천 | 서울대      | 인천대 총장&한국과학기술연구원장&한국환경분석학회장                                                              |
| 참여 정부   | 6대  | 오명(吳明)     | 2003년 12월 28일~2004년 10월 17일 | 경기 경성 | 육사&서울대 | 아주대 총장&체신부 차관&체신부 장관&건설교통부 장관&동아일보 회장&대전엑스포 조직위원회 위원장&국립암센터 이사장 |

### 부총리 겸 과학기술부 장관
| 정부      | 대수 | 이름           | 임기                            | 출신지    | 출신학교    | 비고 |
| --------- | ---- | -------------- | ------------------------------- | --------- | ----------- | --- |
| 참여 정부 | 7대  | 오명(吳明)     | 2004년 10월 18일~2006년 2월 9일 | 경기 경성 | 육사&서울대 | 아주대 총장&체신부 차관&체신부 장관&건설교통부 장관&동아일보 회장&대전엑스포 조직위원회 위원장&국립암센터 이사장   |
| 참여 정부 | 8대  | 김우식(金雨植) | 2006년 2월 10일~2008년 2월 28일 | 충남 공주 | 연세대      | 연세대 총장&대통령비서실장&한국과학기술학회장&한국공학교육인증원장&창의공학연구원 이사장&한국미래발전연구원 이사장 |

## 역대 차관

### 과학기술부 차관
| 정부        | 대수 | 이름           | 임기                             | 출신지    | 출신학교 | 비고 |
| ----------- | ---- | -------------- | -------------------------------- | --------- | -------- | --- |
| 국민의 정부 | 1대  | 송옥환(宋鈺煥) | 1998년 3월 9일~1999년 5월 25일   | 경기 경성 | 고려대   | |
| 국민의 정부 | 2대  | 조건호(趙健鎬) | 1999년 5월 26일~2000년 1월 26일  | 경기 김포 | 서울대   | 국무총리비서실장&재무부 국제금융국장&전국경제인연합회 고문                                                                                                   |
| 국민의 정부 | 3대  | 한정길(韓錠吉) | 2000년 1월 27일~2001년 4월 1일   | 함남 흥남 | 서울대   | 과학기술처 기술협력국장&국립중앙과학관장&한국과학기술기획평가원장&기초기술연구회 이사장                                                                      |
| 국민의 정부 | 4대  | 류희열(柳熙烈) | 2001년 4월 2일~2002년 7월 18일   | 전북 전주 | 서울대   | 과학기술부 기술개발국장·기술협력국장·기술인력국장·기획관리실장                                                                                               |
| 국민의 정부 | 5대  | 이승구(李昇九) | 2002년 7월 19일~2003년 3월 3일   | 경기 경성 | 한양대   | 과학기술처 기술인력국장·과학기술정책국장&국립중앙과학관장&한국과학기술기획평가원장&한국기술경영연구원장&과학기술인공제회 이사장                              |
| 참여 정부   | 6대  | 권오갑(權五甲) | 2003년 3월 3일~2004년 1월 28일   | 경기 고양 | 서울대   | 기상청 기획국장&과학기술처 기술협력국장·기술정책국장·기초과학인력국장&과학기술부 과학기술정책국장·기획관리실장 한국과학재단 이사장&나노소자특화팹센터 이사장 |
| 참여 정부   | 7대  | 임상규(任祥奎) | 2004년 1월 29일~2004년 10월 26일 | 전남 광주 | 서울대   | 순천대 교수&순천대 총장&국무조정실장&과학기술부 과학기술혁신본부장&농림부 장관                                                                               |
| 참여 정부   | 8대  | 최석식(崔石植) | 2004년 10월 28일~2006년 1월 31일 | 전북 부안 | 전북대   | 대통령비서실 과학기술비서관&과학기술처 기술인력국장&과학기술부 기술인력국장·과학기술정책실장·기획관리실장&한국과학재단 이사장                                |
| 참여 정부   | 9대  | 박영일(朴永逸) | 2006년 2월 1일~2007년 7월 26일   | 경기 경성 | 서울대   | 이화여대 교수&과학기술부 연구개발국장·기초과학인력국장·과학기술정책실장·정책홍보관리실장·기획관리실장                                                        |
| 참여 정부   | 10대 | 정윤(鄭潤)     | 2007년 7월 27일~2008년 2월 28일  | 경기 경성 | 서울대   | 과학기술부 기초과학인력국장·연구개발국장·연구개발조정관&한국과학문화재단 이사장&한국과학창의재단 이사장                                                      |